# Далыр
Далы́р (якут. Далыр) — село в Верхневилюйском улусе Якутии России. Административный центр Далырского наслега.

## География
Село расположено на северо-западе региона, в пределах географической зоны таёжных лесов Вилюйского плато Среднесибирского плоскогорья, на расстоянии 75 км от села Верхневилюйск, административного центра улуса.

## История
Согласно Закону Республики Саха (Якутия) от 30 ноября 2004 года N 173-З N 353-III село возглавило образованное муниципальное образование Далырский наслег.

## Население
| 2002 | 2010 | 2021 |
| ---- | ---- | ---- |
| 840  | ↗888 | ↘744 |

Национальный состав
Согласно результатам переписи 2002 года, в национальной структуре населения якуты составляли 87 % от общей численности населения в 840 чел.

## Улицы
| - ул. Васильева А.П., - ул. Васильева В.И., - ул. Дондурова, - ул. Илларионова С.П., | - ул. Колхозная, - ул. Кулусуннаах, - ул. Кякирева С.Д., - ул. Маар, | - ул. Механизаторская, - ул. Ньылбаран, - ул. Октябрьская, - ул. Титова Н.М., | - ул. Трофимова С.С., - ул. Тэкэндэ, - ул. Уоттаах, - ул. Чуут. |

## Экономика
Развито животноводство (мясо-молочное скотоводство, мясное табунное коневодство)

## Инфраструктура
В селе функционируют дом культуры, средняя общеобразовательная школа, учреждения здравоохранения и торговли.